# Gilé
Gilé é uma povoação da província da Zambézia, em Moçambique, sede do distrito homónimo.
Está localizada a cerca de 400  km da capital da província: Quelimane.
Gilé é um dos dois Postos Administrativos da província, com sua divisão administrativa a incluir as localidades de Kaiane, Mamala, Manhope, Moniea, Naheche, Uape e, naturalmente, Gilé.
O Posto Administrativo de Gilé, de acordo com o Censo de 2007, inclui uma população de 104 819 residentes.
De acordo com o Censo de 1997, a povoação tem 131 989 habitantes.[carece de fontes?]